# Молдова на зимних Олимпийских играх 2022
Молдова на зимних Олимпийских играх 2022 года будет представлена 5 спортсменами в двух видах спорта. На церемонию открытия Олимпийских игр знаменосцем сборной была выбрана саночница Дойна Дескалуй.

## Состав сборной
Биатлон
1. Максим Макаров
2. Павел Магазеев
3. Алла Гиленко
4. Алина Стремоус

 Санный спорт
1. Дойна Дескалуй

## Результаты соревнований

### Биатлон
Большинство олимпийских лицензий на Игры 2022 года были распределены на основании комбинации лучших результатов выступления стран в зачёт Кубка наций в рамках Кубка мира 2020/2021 и Кубка мира 2021/2022. Результаты трёх лучших спортсменов от страны в шести спринтах, одной индивидуальной гонке, а также трёх эстафетах, одной смешанной эстафеты и одной одиночной смешанной эстафеты складываются, в результате чего сформировался рейтинг стран. По его результатам молдавские спортсмены получили право заявить на Игры по 2 спортсмена каждого пола. Перед началом Игр стало известно, что изначально попавший в заявку сборной Михаил Усов сдал положительный тест на коронавирус, его заменил Павел Магазеев.
Мужчины
| Соревнование         | Спортсмены     | Стрельба    | Время   | Место | Отставание |
| -------------------- | -------------- | ----------- | ------- | ----- | ---------- |
| индивидуальная гонка | Павел Магазеев | 2 (1+1+0+0) | 52:41.7 | 26    | 3:54.3     |
| спринт               | Максим Макаров | 5 (2+3)     | 29:45.6 | 93    | 5:45.2     |
| спринт               | Павел Магазеев | 3 (2+1)     | 27:25.0 | 79    | 3:24.6     |

Женщины
| Соревнование         | Спортсмены     | Стрельба    | Время   | Место | Отставание |
| -------------------- | -------------- | ----------- | ------- | ----- | ---------- |
| индивидуальная гонка | Алла Гиленко   | 2 (0+1+0+1) | 52:28.3 | 72    | 8:15.6     |
| индивидуальная гонка | Алина Стремоус | 4 (1+2+0+1) | 49:07.5 | 37    | 4:54.8     |
| спринт               | Алла Гиленко   | 4 (2+2)     | 26:04.6 | 86    | 5:20.3     |
| спринт               | Алина Стремоус | 0 (0+0)     | 21:59.5 | 10    | 1:15.2     |
| гонка преследования  | Алина Стремоус | 2 (0+0+1+1) | 38:01.3 | 16    | 3:14.4     |
| масс-старт           | Алина Стремоус | 9 (1+2+3+3) | 47:30.0 | 30    | 7:12.0     |

### Санный спорт
Квалификация спортсменов для участия в Олимпийских играх осуществлялась на основании рейтинга Кубка мира FIL по состоянию на 10 января 2022 года. По его результатам сборная Молдавии смогла завоевать одну квоту в женских одиночках.
Женщины
| Соревнование | Спортсмены     | 1 заезд   | 1 заезд | 2 заезд   | 2 заезд | 3 заезд   | 3 заезд | 4 заезд              | 4 заезд              | Итоговый результат | Итоговое место |
| Соревнование | Спортсмены     | Результат | Место   | Результат | Место   | Результат | Место   | Результат            | Место                | Итоговый результат | Итоговое место |
| ------------ | -------------- | --------- | ------- | --------- | ------- | --------- | ------- | -------------------- | -------------------- | ------------------ | -------------- |
| одиночки     | Дойна Дескалуй | 1:01.928  | 34      | 1:02.192  | 31      | 1:02.174  | 32      | Не квалифицировалась | Не квалифицировалась | 3:06.294           | 32             |